# Seznam štrasburských biskupů a arcibiskupů

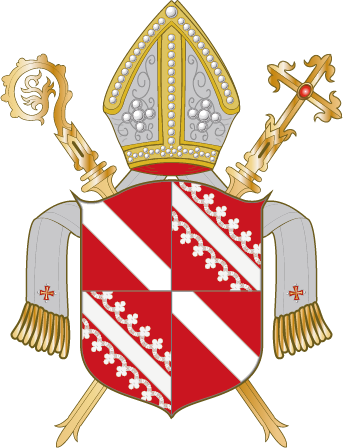
Moderní znak štrasburské diecéze

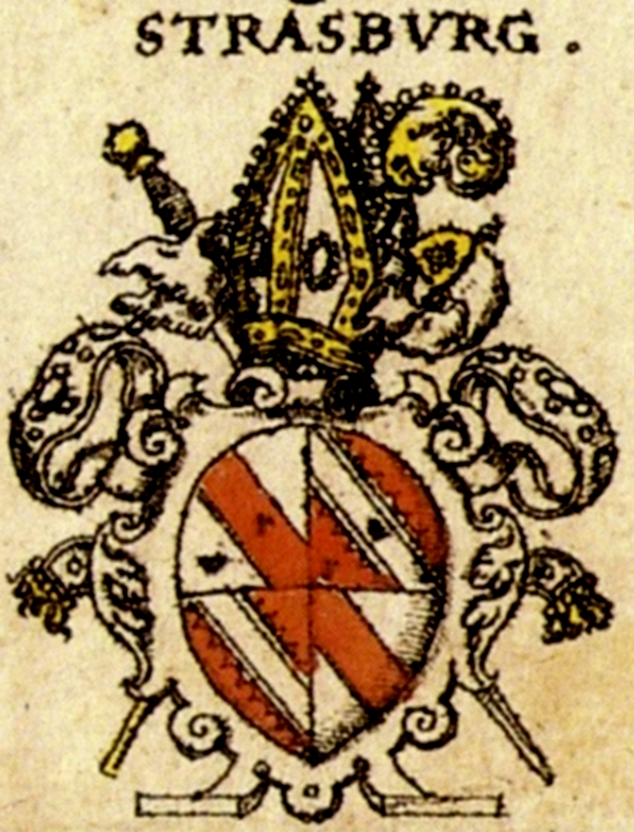
Znak štrasburského biskupství, Siebmacherův erbovník z roku 1605

Toto je úplný seznam biskupů a biskupů štrasburské diecéze respektive arcidiecéze.

## Biskupové

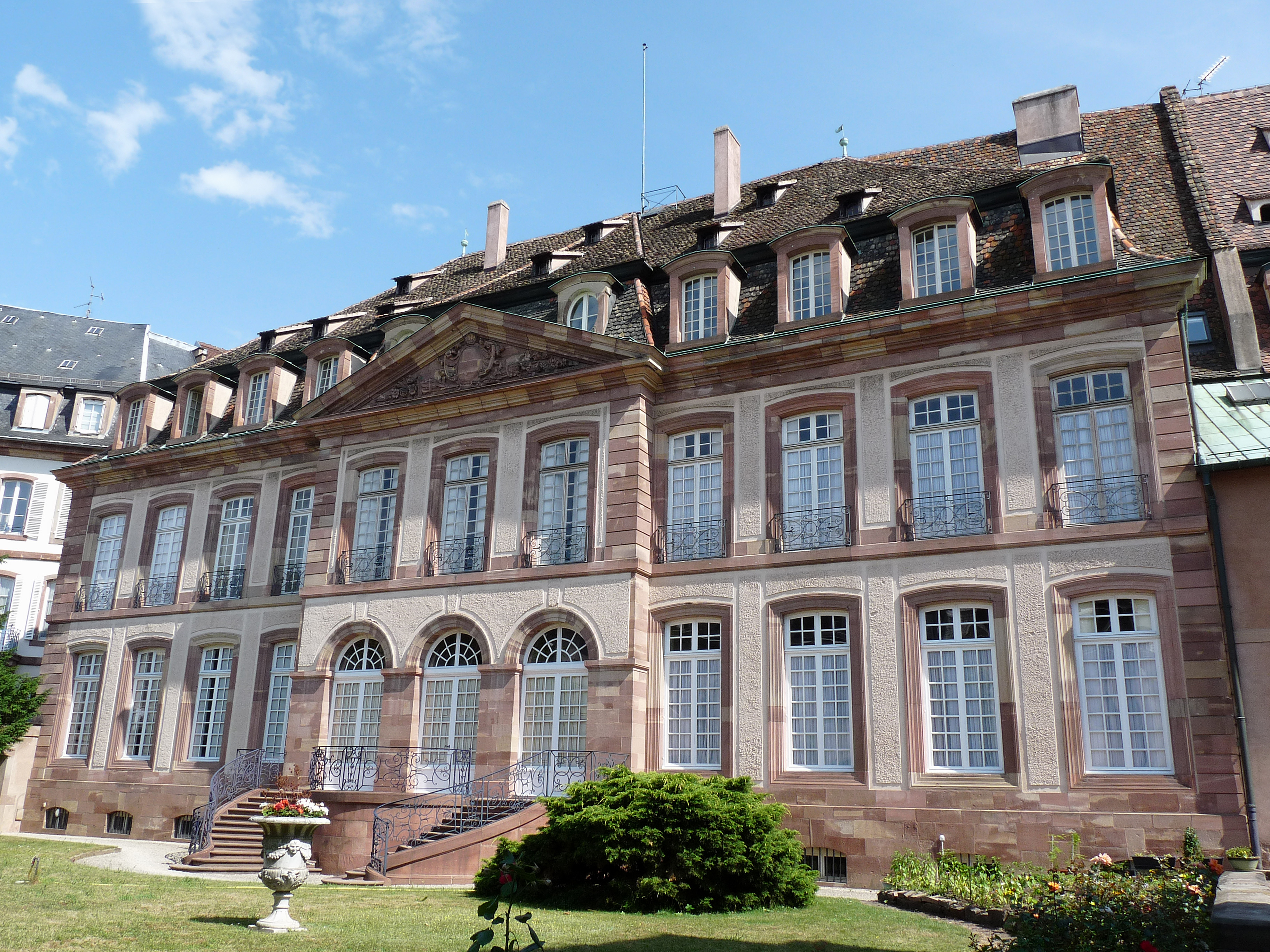
Sídlo arcibiskupství v Rue Brûlée (Štrasburk)

### do roku 1000
- sv. Amandus
- Justinus
- Maximinus
- Valentinus
- Solarius
- sv. Arbogast, před 600
- sv. Florentius, okolo 600
- Ansoaldus, okolo 614
- Biulfus
- Magnus
- Aldo
- Garoinus
- Landbertus
- Rotharius
- Rodobaldus
- Magnebertus
- Lobiolus
- Gundoaldus
- Udo I., okolo 700
- Widegern, 1. pol. 8. st.
- Wandalfried, okolo 735?
- Heddo (Eddo), od 734
- Ailidulf, 765?
- Remigius, 765 – 783
- Rachio, 783–815
- Udo II., 815
- Erlehard, 815?–822?
- Adalog, 817 – 822
- Bernald, 822 – 840
- Udo III., 840
- Rathold, 875 – 888
- Reginhard, 876–888
- Walram, 888–906
- Otbert, 906 –913
- Gozfrid, 913
- Richwin, 914 – 933
- Ruthard, 933 – 950
- Udo IV., 950 – 965
- Erkanbald, 965 – 991
- Wilderod, 991 – 999
- Alawich II., 999 – 1001

### 1001 – 1500
- Werner I. Habsburský, 1001 – 1028
- Vilém I., 1028/1029 – 1047
- Wizelin (Hezilo), 1048 – 1065
- Werner II. z Achalmu, 1065–1079
- Theobald, 1079–1084
- Otto Hohenštaufský, 1082 jmenován, 1084 investován a vysvěcen, zemřel 1100
- Balduin, 1100
- Kuno z Michelbachu, 1100–1123
- Bruno z Haigerloch-Wiesnecku, 1123–1126
- Eberhard z Fürstenbergu, 1126–1127
- Bruno z Haigerloch-Wiesnecku, 1129 – 1131
- Gebhard z Urachu, 1131–1141
- Burchard z Michelbachu, 1141 – 1162
- Rudolf z Rothweilu, 1162–1179
- Konrád I. z Geroldsecku, 1179–1180
- Jindřich I. z Hasenburgu, 1181–1190
- Konrád II. z Hüneburgu, 1190–1202
- Jindřich II. z Veringenu, 1202–1223
- Berthold I. z Tecku, 1223–1244
- Jindřich III. ze Stahlecku, 1245–1260
- Walter z Geroldsecku, 1260–1263
- Jindřich IV. z Geroldsecku, 1263–1273
- Konrád III. z Lichtenbergu, 1273–1299
- Bedřich I. z Lichtenbergu, 1299 –1305
- Jan I. Štrasburský, 1306–1328
- Berthold II. z Bucheggu, 1328–1353
- Jan II. z Lichtenbergu, 1353–1365
- Jan III. Lucemburský z Ligny, 1366–1371
- Lamprecht z Brunnu, 1371–1374
- Bedřich II. z Blankenheimu, 1375–1393
- Ludvík z Thiersteinu, 1393
- Burkhard II. z Lützelsteinu, 1393–1394
- Vilém II. z Diestu, 1394–1439
- Konrád IV. z Busnangu, 1439–1440, † 1471
- Ruprecht Falcko-Simmernský (1420–1478), 1440–1478
- Albrecht Falcko-Mosbašský, 1478–1506

### 1506 – 2000
- Vilém III. z Hohnsteinu, 1506–1541
- Erasmus Schenk z Limpurgu, 1541–1568
- Jan IV. z Manderscheid-Blankenheimu, 1568–1592
- Jan Jiří Krnovský, 1592–1604, administrátor † 1624
- Karel Lotrinský, 1604–1607
- Leopold V. Habsburský, 1607–1626
- Leopold I. Vilém, 1626–1662
- František Egon z Fürstenberg-Heiligenbergu, 1663–1682
- Vilém Egon z Fürstenberg-Heiligenbergu, 1682–1704
- Armand I. Gaston Maxmilián Rohan-Soubise, 1704–1749
- Armand II. František August Rohan-Soubise, 1749–1756
- Ludvík César Konstantin Rohan-Guéméné, 1756–1779
- Loudvík René Eduard Rohan-Guéméné, 1779–1803
- Jean Pierre Saurine, 1803–1813
- Sedisvakance 1813–1820
- Gustav Maximilian z Croÿ, 1820–1823, † 1844
- Claudius Maria Paul Tharin, 1823–1826, † 1843
- Johann František Lepape z Trevernu, 1826–1842
- Andreas Räß, 1842–1887
- Peter Paul Stumpf, 1887–1890
- Adolf Fritzen, 1891–1919
- Charles Ruch, 1919–1945
- Jean-Julien Weber P.S.S., 1945–1967, † 1981
- Léon Arthur Elchinger, 1967–1984, † 1998

## Arcibiskupové
- Charles Amarin Brand, 1984 –1997 biskup, od roku 1988 první arcibiskup, † 2013
- Joseph Doré P.S.S., 1997 – 2007
- Jean-Pierre Grallet OFM, 2007–2017
- Luc Ravel CRSV, od roku 2017